# Oryctina myrsinites
Oryctina myrsinites là một loài thực vật có hoa trong họ Loranthaceae. Loài này được (Eichler) Kuijt mô tả khoa học đầu tiên năm 1991.